# Le Bouscat
Le Bouscat è un comune francese di 23 731 abitanti situato nel dipartimento della Gironda nella regione della Nuova Aquitania.

## Società

### Evoluzione demografica
Abitanti censiti

## Amministrazione

### Gemellaggi
- Arnstadt, Germania